# Новочебоксарск
Новочебоксарск (на руски: Новочебоксарск; на чувашки: Ҫӗнӗ Шупашкар) е град в автономна република Чувашия, Русия. Населението му през 2016 година е 125 489 души.

## История
Селището е основано на 18 ноември 1960 година под името Спутник и нараства много бързо, като през 1978 година се разпростира на площ над 1 квадратен километър, а през 1983 година населението надхвърля 100 000 жители. Статут на град получава през 1965 г., когато е и преименуван на Новочебоксарск.

## География
Градът е разположен на 21 километра от чувашката столица Чебоксари, на южния бряг на река Волга. Той е град-сателит на Чебоксари.

## Население
| Година | Население |
| ------ | --------- |
| 1970   | 38 864    |
| 1979   | 85 307    |
| 1989   | 114 760   |
| 2002   | 125 857   |
| 2010   | 124 113   |

## Икономика
Основната промишленост на града е химическата, но са развити машиностроенето, електроенергетиката, хранително-вкусовата промишленост и производството на строителни материали. Има изградена жп гара и речно пристанище.

## Побратимени градове
Новочебоксарск е побратимен със следните градове:
- Стерлитамак, Русия
- Климовск, Русия
- Жатец, Чехия